# Pedro Munitis
Pedro Munitis Álvarez (Santander, 19 juni 1975) is een voormalig Spaans betaald voetballer die bij voorkeur in de aanval speelde. Hij keerde in juli 2006 terug bij Racing Santander, waarvoor hij eerder van 1994 tot en met 2000 en in het seizoen 2003 speelde. In maart 1999 debuteerde hij in het Spaans voetbalelftal. Hij zwaaide af als speler in 2012 en werd dat jaar trainer.

## Clubcarrière
Munitis debuteerde in het seizoen 1994/1995 in het eerste elftal van Racing de Santander, na eerder al in het tweede elftal te hebben gespeeld. In 2000 werd de aanvaller gecontracteerd door Real Madrid. Met deze club won Munitis in 2001 de Spaanse landstitel en in 2002 de UEFA Champions League, maar wist nooit uit te groeien tot een basiswaarde. Na een nieuwe periode bij Racing de Santander in het seizoen 2002/2003, werd Munitis in 2003 gecontracteerd door Deportivo La Coruña. Hij speelde tot 2006 voor deze club, waarna Munitis opnieuw terugkeerde naar Racing de Santander.

## Clubstatistieken
| seizoen | club                | land   | competitie         | duels | goals |
| ------- | ------------------- | ------ | ------------------ | ----- | ----- |
| 1994/95 | Racing Santander    | Spanje | Segunda División A | 5     | 0     |
| 1995/96 | Racing Santander    | Spanje | Primera División   | 5     | 0     |
| 1996/97 | Racing Santander    | Spanje | Primera División   | 2     | 0     |
| 1997/98 | CD Badajoz          | Spanje | Segunda División A | 28    | 10    |
| 1998/99 | Racing Santander    | Spanje | Primera División   | 37    | 8     |
| 1999/00 | Racing Santander    | Spanje | Primera División   | 35    | 6     |
| 2000/01 | Real Madrid CF      | Spanje | Primera División   | 29    | 2     |
| 2001/02 | Real Madrid CF      | Spanje | Primera División   | 24    | 2     |
| 2002/03 | Racing Santander    | Spanje | Primera División   | 30    | 8     |
| 2003/04 | Deportivo La Coruña | Spanje | Primera División   | 21    | 2     |
| 2004/05 | Deportivo La Coruña | Spanje | Primera División   | 36    | 1     |
| 2005/06 | Deportivo La Coruña | Spanje | Primera División   | 33    | 2     |
| 2006/07 | Racing Santander    | Spanje | Primera División   | 34    | 4     |
| 2007/08 | Racing Santander    | Spanje | Primera División   | 31    | 6     |
| 2008/09 | Racing Santander    | Spanje | Primera División   | 29    | 1     |
| 2009/10 | Racing Santander    | Spanje | Primera División   | 29    | 0     |
| 2010/11 | Racing Santander    | Spanje | Primera División   | 36    | 1     |
| 2011/12 | Racing Santander    | Spanje | Primera División   | 32    | 0     |

## Interlandcarrière
Munitis was tevens international. Hij speelde 21 interlands voor het Spaans nationaal elftal, waarin de aanvaller twee keer doel trof. Zijn debuut was op 27 maart 1999 tegen Oostenrijk. Op 12 februari 2002 speelde Munitis tegen Portugal zijn laatste interland. Hij behoorde tot de Spaanse selectie voor het EK 2000.

## Trainer
Zijn trainerscarrière begon hij tijdens het seizoen 2012-2013 bij de vrouwenploeg van SD Reocín. Hij zou gedurende twee seizoenen de leiding hebben over deze ploeg uit het tweede niveau van het Spaanse vrouwenvoetbal.
Het seizoen 2014-2015 trainde hij de jeugd van Bansader, totdat hij begin 2015 assistent-trainer werd bij Racing Santander, op dat ogenblik actief in de Segunda División A.  Toen de club in moeilijkheden was, nam hij tijdens de maand maart 2015 de teugels in handen.  Hij kon de ploeg bijna redden, maar een negentiende plaats betekende dat de ploeg als best geplaatste ploeg degradeerde.  Tijdens het seizoen 2015-2016 werd hij kampioen van Groep I met 74 punten en 21 overwinningen, maar tijdens de eindronde kon de ploeg de promotie niet afdwingen.
In 2016 tekende hij voor SD Ponferradina, een club uit de Segunda División B die hij coachte van oktober 2016 tot eind maart 2017 en waarmee hij drie opeenvolgende overwinningen behaalde in zijn eerste drie wedstrijden.
Tijdens het seizoen 2017-2018 kwam hij terecht bij UCAM Murcia CF, een ploeg die na degradatie teruggekeerd was naar de Segunda División B.

## Erelijst
Real Madrid
- UEFA Champions League

2002
 Racing Santander
- Segunda División B, zonder promotie

2016
1 Cañizares ·
2 Salgado ·
3 Aranzábal ·
4 Guardiola ·
5 Abelardo ·
6 Hierro  ·
7 Helguera ·
8 Fran ·
9 Munitis ·
10 Raúl ·
11 Alfonso ·
12 Sergi Barjuán ·
13 Casillas ·
14 Gerard ·
15 Engonga ·
16 Mendieta ·
17 Etxeberria ·
18 Jémez ·
19 Velasco ·
20 Urzaíz ·
21 Valerón ·
22 Molina ·
Coach: Camacho